# ساندر روزيما
ساندر روزيما (بالهولندية: Sander Rozema)‏ (19 يونيو 1987 في هولندا - ) هو لاعب كرة قدم هولندي في مركز الوسط. لعب مع بي إي سي زفوله ونادي إيمن ونادي غرونينغن ونادي فيندام.